# Dyea
Dyea /ˈdaɪ.iː/ ist eine verlassene Goldgräber-Stadt in Alaska im Norden der Inside Passage an der Mündung des Taiya River in das Taiya Inlet. 

## Geschichte
Die Region um Dyea war über Jahrtausende Heimat der Tlingit-Indianer, rückte jedoch während des Klondike-Goldrauschs Ende des 19. Jahrhunderts in den Blickpunkt der Öffentlichkeit. Dyea wurde für die Goldsucher neben dem benachbarten Skagway zum Zielhafen und Startpunkt für den Landweg nach Dawson über den Chilkoot Pass. 

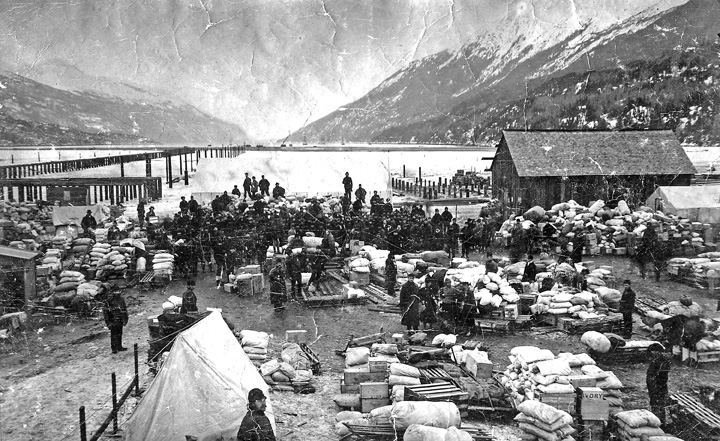
Dyea im März 1898

1898, zur Hochzeit des Goldrauschs, hatte Dyea 8.000 Einwohner, 48 Hotels, 47 Restaurants, 39 Saloons und 19 Frachtunternehmen. Als jedoch am 20. Juli 1898 die von Skagway startende White Pass and Yukon Railway über den White Pass in Betrieb genommen wurde, verlor Dyea rapide an Bedeutung. Viele Gebäude wurden ab- und anderswo wieder aufgebaut oder als Brennholz verwendet. 1903 lebten noch sechs Menschen in der Stadt. Heute ist Dyea, von dem nur noch Überreste des Friedhofs vom Lawinenunglück am Chilkoot Pass vom 3. April 1898 erhalten sind, Teil des Klondike Gold Rush National Historical Park.